# Willem Hubert van Blijenburgh

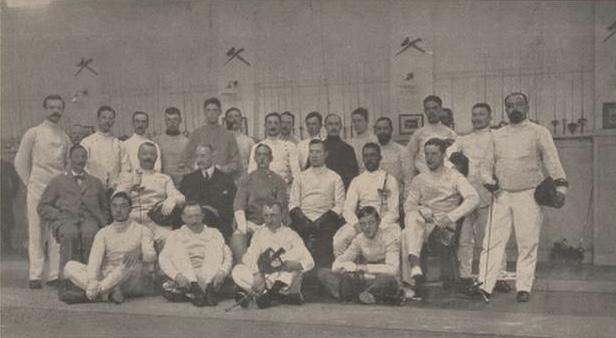
EN LA SALA DEL EJÉRCITO DE USTED, LA HAYA, 1912.

Willem Peter Hubert van Blijenburgh (Zwolle, 11 de julio de 1881-Bilthoven, 14 de octubre de 1936) fue un deportista neerlandés que compitió en esgrima, especialista en la modalidad de espada. Participó en cuatro Juegos Olímpicos de Verano entre los años 1908 y 1924, obteniendo en total tres medallas de bronce: dos en Estocolmo 1912 y una en Amberes 1920.

## Palmarés internacional
| Juegos Olímpicos | Juegos Olímpicos   | Juegos Olímpicos  | Juegos Olímpicos   |
| Año              | Lugar              | Medalla           | Prueba             |
| ---------------- | ------------------ | ----------------- | ------------------ |
| 1912             | Estocolmo (Suecia) | Medalla de bronce | Espada por equipos |
| 1912             | Estocolmo (Suecia) | Medalla de bronce | Sable por equipos  |
| 1920             | Amberes (Bélgica)  | Medalla de bronce | Sable por equipos  |